# Picardos
Los picardos son los habitantes de la antigua región de Picardía . Constituyen un pueblo originario de este territorio. También forman parte del pueblo francés .
La región de Picardía contaba con 1 930 095 individuos en janvier 2014. Según una encuesta de Louis Harris 2 realizada el mismo año, 70% de los picardos se declaraba apegado a su región, un porcentaje 3 puntos inferior a la media nacional. 
En Picardía se habla, además del francés, el idioma picardo. Esta lengua romance contaba, en 1998, con 700 000 hablantes (no todos en Picardía).

## Etnonimia
El latín medieval Picardus ha sido atestiguado primero como nombre propio (1099-1101), luego como nombre común en el sentido de «residente de Picardía» antes de 1142. 
Por otra parte, el origen de la palabra picardo ha sido objeto de diversas interpretaciones e hipótesis, muchas de las cuales se detallan en las Memorias de la Sociedad de Anticuarios de Picardía..

## Antropología y etnología
Hacia 1841, los picardos son descritos como delgados, de rasgos firmes, labios finos, narices rectas y apretadas y ojos vivaces. La picarda es descrita como regordeta, blanca, sus ojos suaves y agudos, su nariz burlona y sus labios un poco gruesos. 

## Vestimenta tradicional

Ejemplos
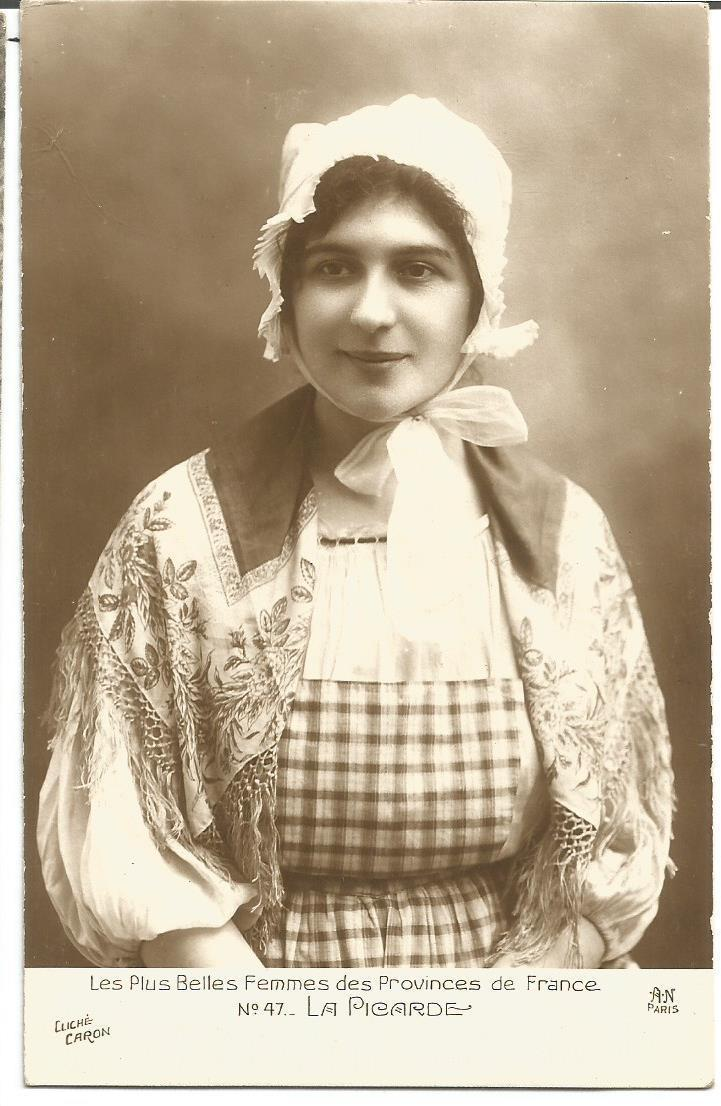

### Somme
Hacia 1837, los picardos de la Somme no se distinguían por su vestimenta de los demás habitantes de Francia. La moda parisina también era su moda, aunque como todos los provincianos los picardos la seguían de lejos. En el campo, los hombres han abandonado, desde hacía treinta o cuarenta años, estas prendas largas de paño blanco grisáceo, con vascos anchos, grandes bolsillos y con botones hasta abajo, en las lengüetas de los bolsillos y en las entretelas. Estos campesinos visten el frac de paño fino y chalecos elegantes, llevan hebillas plateadas en los zapatos.
Por la misma época, las mujeres adoptan el gorro de muselina bordado con grandes pliegues: se acaban las cornetas mezquina y las barbas flotantes. El pañuelo del cuello también es de muselina bordada. La chaqueta y la falda están hechas con preciosas "indiennes". El delantal es de tela de algodón roja, o incluso de seda negra. Las campesinas acomodadas llevan la cruz y aretes de oro.  En las clases pobres la ropa es menos fina: a veces son de telas toscas y las joyas de plata. En todo caso, rara vez un campesino de la Somme descuida su higiene. 

## Migración
La población picarda ha emigrado, entre otras, a Nueva Francia, particularmente en la parte canadiense. Por otra parte, tras los estragos de la Guerra de los Treinta Años, los picardos fueron utilizados para repoblar determinados sectores de Lorena y Alsacia en el siglo XVII.